# Phikzvirus

Schemazeichnung eines Virusteilchens von Pseudomonas-Phage PhiKZ, Gattung Phikzvirus (Querschnitt und Seitenansicht)

Phikzvirus (veraltet: Phikzlikevirus, PhiKZ-like viruses, PhiKZ-ähnliche Viren) ist eine Gattung von Viren in der Familie Chimalliviridae der Klasse Caudoviricetes mit Morphotyp der Myoviren, deren natürliche Wirte Bakterien der Gattung Pseudomonas (Pseudomonaden) sind. Sie werden daher (nicht-taxonomisch) als Bakteriophagen klassifiziert. Derzeit (Stand Mai/Juni 2024) sind vom International Committee on Taxonomy of Viruses (ICTV) in dieser Gattung drei Arten (Spezies) anerkannt, darunter die frühere Typusart Pseudomonas-Virus PhiKZ (offiziell Phikzvirus phiKZ, Referenzstamm: Pseudomonas-Phage PhiKZ, φKZ).
Phagen dieser Gattung werden als große oder ‚Jumbo-Phagen‘ angesehen.

## Phagenkern
Mindestens drei Phagen, die früher in dieser Gattung geführt wurden, jetzt aber in der übergeordneten Familie Chimalliviridae, bilden bekanntermaßen in der Wirtszelle eine ‚Phagenkern‘ (englisch phage nucleus) genannte Struktur aus. 
Neben φKZ (Spezies Phikzvirus phiKZ) sind dies φPA3 (Spezies Miltoncavirus PhiPA3) und 201φ2-1 (Spezies Serwervirus 201phi21).
Der Phagenkern ähnelt in der Funktion einem eukaryotischen Zellkern, indem er DNA sowie eine Replikations- und Transkriptionsmaschinerie beinhaltet (siehe auch Viroplasma).
Er besteht aus einem Tubulin-ähnlichen Protein PhuZ und einem Schalenprotein (englisch shell protein) gp105.
Diese bieten dem Virus eine Immunität gegen die Abwehrkräfte des Wirts (Restriktionsenzyme und das CRISPR-Cas-System).

## Systematik
Mit Stand Mai 2024 sind vom ICTV die folgenden Spezies offiziell bestätigt,
ergänzt um eine Auswahl an Vorschlägennach NCBI:
Gruppe: dsDNA (Baltimore Gruppe 1)
- Klasse: Caudoviricetes
  - Familie: incertae sedis, Morphotyp: Myoviren
    - Gattung: Phikzvirus (veraltet Phikzlikevirus, PhiKZ-like viruses)
      - Spezies Phikzvirus PA7 mit
        - Pseudomonas phage PA7 (englisch Pseudomonas phage PA7, PA7)

      - Spezies Phikzvirus phiKZ (ehem. Typusspezies, früher Pseudomonas-Virus PhiKZ) mit
        - Pseudomonas-Phage phiKZ (englisch Pseudomonas phage phiKZ, φKZ ΦKZ)[13][14]
        - Pseudomonas-Phage KTN4 (engl. Pseudomonas phage KTN4)[15]
        - Pseudomonas-Phage PaZh_1 (engl. Pseudomonas phage PaZh_1)[16]

      - Spezies Phikzvirus SL2 mit
        - Pseudomonas-Phage SL2 (englisch Pseudomonas phage SL2, SL2)

      - Spezies „Pseudomonas-Phage fMGyn-Pae01“[17]
      - Spezies „Pseudomonas-Phage PA02“ (PA02)[18]
      - Spezies „Pseudomonas-Phage PaSz-1_45_270k“[19]
      - Spezies „Pseudomonas-Phage Lin68“ wird mangels verfügbarer Genomdaten beim ICTV nicht mehr geführt, da eine Bestimmung der genetischen Verwandtschaft nicht möglich ist.[20]
      - Spezies „…“ (weitere Vorschläge)

Verschiebungen etc.:
- Spezies Pseudomonas-Virus EL (früher wiss. Pseudomonas virus EL, Referenzstamm Pseudomonas phage EL) ⇒ neue Gattung Elvirus als Elvirus EL (Myoviren, Chimalliviridae)[20]
- Spezies Pseudomonas-Virus Psa21 (Referenzstamm Pseudomonas phage Psa21) ⇒ neue Gattung  Tepukevirus als Tepukevirus Psa21[21][22]
- Spezies Pseudomonas-Virus Phabio (Referenzstamm Pseudomonas phage Phabio) ⇒ neue Gattung  Phabiovirus als Phabiovirus phabio[23][22]
- Spezies Pseudomonas-Virus 201phi21 (Referenzstamm Pseudomonas phage 201phi2-1 alias Pseudomonas chlororaphis phage 201phi2-1, 201φ2-1) ⇒ neue Gattung Serwervirus als Serwervirus 201phi21[24][25][26][9][14][27][22]
- Spezies Pseudomonas-Phage PhiPA3 (Referenzstamm Pseudomonas phage PhiPA3, φPA3) ⇒ neue Gattung Miltoncavirus als Miltoncavirus PhiPA3[28][13][14][22]
- Spezies Pseudomonas-Virus PS119XW (Referenzstamm Pseudomonas phage vB_PaeM_PS119XW) ⇒ neue Gattung Pawinskivirus als Pawinskivirus PS119XW[29][22]
- Spezies „Pseudomonas phage PA1C“ (PA1C) gilt nun als nicht-klassifiziertes Caudoviricetes-Mitglied ohne Zuordnung zu einer Gattung[30] mit Morphotyp der Myoviren.

## Aufbau

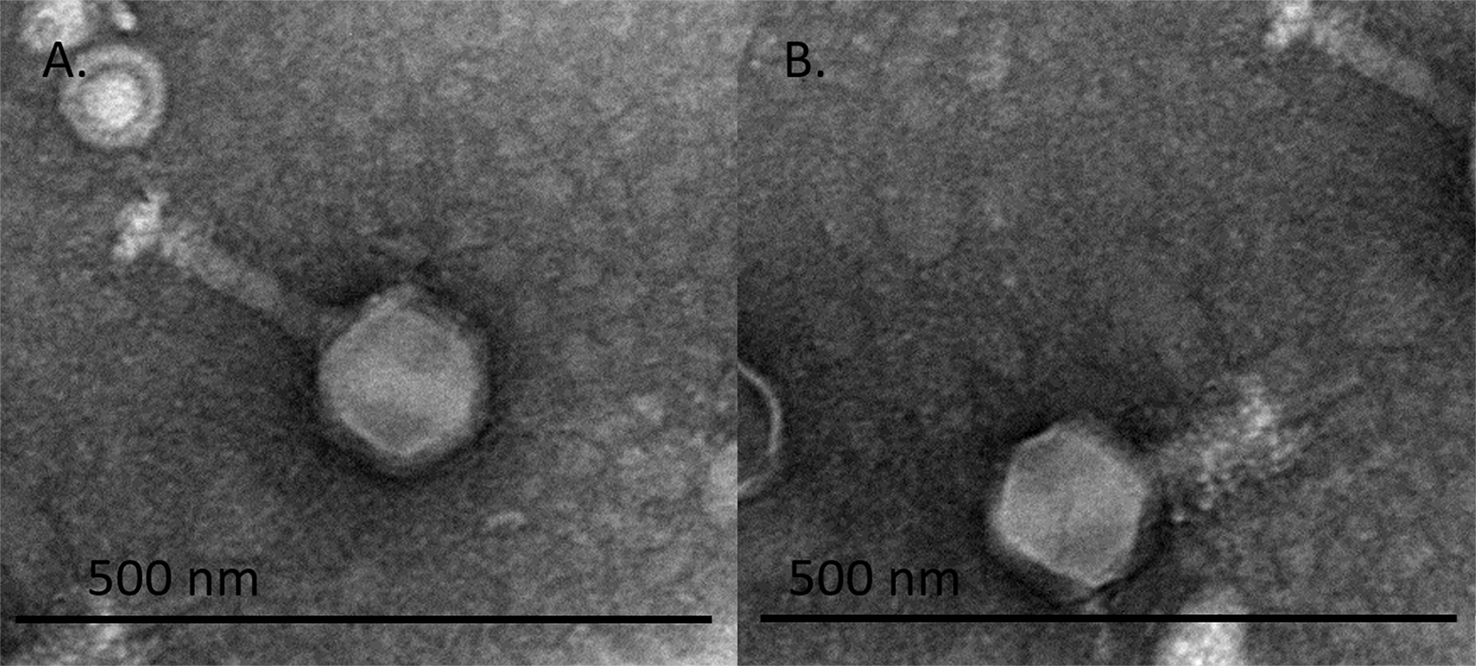
TEM-Aufnahmen von Partikeln des Pseudomonas-Phagen fMGyn-Pae01, mit gestrecktem (links) und kontrahiertem (rechts) Schwanz.

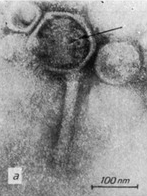
Mikrophotographie eines Virions von PhiKZ mit geplatzter Kapsidhülle, die innenliegende zylindrische Struktur zeigend (Pfeil).

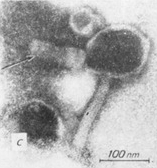
Mikrophotographie eines Virions von PhiKZ mit geplatzter Kapsidhülle, der zylindrische Körper (Pfeil) befindet sich bereits außerhalb.

Die Virusteilchen (Virionen) in der Gattung Phikzvirus sind nicht umhüllt und haben einen Kopf und Schwanz, entsprechend ihrer Zugehörigkeit zur Ordnung Caudovirales („Schwanzviren“). Der Kopf hat eine ikosaedrische Symmetrie mit einer Triangulationszahl T=27, er hat einen relativ großen Durchmesser von etwa 140 nm. Der Schwanz ist ca. 160 nm lang und 35 nm breit.

## Genom
Das Genom besteht aus einem einzigen zirkulären Doppelstrang-DNA-Segment (dsDNA, monopartit).
Einige der Spezies wurden vollständig sequenziert und sind beim ICTV abrufbar. Die Genom-Längen liegen zwischen 211 und 280 kbp (Kilo-Basenpaare). Es gibt 201 bis 306 kodierte Proteine.

## Vermehrungszyklus
Die Virusreplikation ist zytoplasmatisch, d. h. sie findet im Zellplasma statt.
Das Virus bindet sich unter Verwendung seiner terminalen (endständigen, am Schwanzende befindlichen) Fasern an die Wirtszelle und stößt die virale DNA durch Kontraktion seiner Schwanzhülle in das Zellinnere des Wirtes aus.
Die Transkriptionsmethode ist die DNA-gestützte Transkription.
Sobald die viralen Gene repliziert wurden, wird das Procapsid (Die Vorstufe des Kapsids) zusammengesetzt und die DNA verpackt. Danach wird der Schwanz zusammengesetzt und die reifen Virionen werden schließlich durch Lyse freigesetzt.
Die natürlichen Wirte sind Bakterien, die Übertragung geschieht durch passive Diffusion.

## Riesenphagen

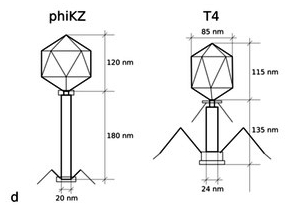
Größenvergleich mit Escherichia-Phage T4 (Phage T4)

Doppelstrang-DNA-Phagen mit einer Genomgröße von mehr als 540 kbp werden als Megaphagen bezeichnet, kleinere mit mehr als 200 kbp als Jumbo-Phagen.
Von anderen Autoren wird die Grenze für Megaphagen bereits bei 500 kbp angesetzt.
Alle Phagen mit mehr als 200 kbp (also Jumbo-Phagen und Megaphagen) werden englisch als „huge phages“ (Riesenphagen) zusammengefasst.
Diese Bezeichnungen sind nicht-taxonomische Klassifizierungen, die per se keine Verwandtschaftsbeziehungen ausdrücken.
Diese wurden 2021 von Iyer et al. genauer untersucht. Nach diesen Autoren werden die PhiKZ-ähnlichen Myoviren in die Jumbo-Phagen-Gruppe 1 klassifiziert. Im März 2025 schuf das ICTV für diese die neue Familie Chimalliviridae.

## Forschungsgeschichte
Mit dem ICTV-Report von 2009 wurde die Gattung als PhiKZ-like viruses zusammen mit drei in ihr enthaltenen Arten erstmals als neue Gattung akzeptiert. 2012 wurde der Name in Phikzlikevirus geändert, später in das aktuelle Phikzvirus.